# Scelotes guentheri
Espèce
Statut de conservation UICN

 EX  : Éteint
Scelotes guentheri est une espèce éteinte de sauriens de la famille des Scincidae.
Cette espèce n'est connue que par un seul spécimen décrit par George Albert Boulenger en 1887. De ce fait, son statut taxinomique reste incertain, bien que de nombreux auteurs la considère comme valide. N'ayant jamais été revue, malgré de nombreuses recherches, elle a été déclarée éteinte par l'UICN en 2017.

## Répartition
Cette espèce était endémique de la province de KwaZulu-Natal en Afrique du Sud.

## Étymologie
Cette espèce est nommée en l'honneur d'Albert Günther.

## Publication originale
- Boulenger, 1887 : Catalogue of the Lizards in the British Museum (Nat. Hist.) III. Lacertidae, Gerrhosauridae, Scincidae, Anelytropsidae, Dibamidae, Chamaeleontidae. London, p. 1-575 (texte intégral).